# إدلميرو أريفالو
إدلميرو أريفالو (بالإسبانية: Edelmiro Arévalo)‏ مواليد 7 يناير 1929، تاريخ الوفاة 3 يناير 2008. كان لاعب كرة قدم باراغواياني كان يلعب في مركز الدفاع. سبق له أن لعب في كأس العالم لكرة القدم مع منتخب بلاده في مونديال 1958.

## المسيرة الاحترافية

### أندية لعب لها
- أوليمبيا أسونسيون

## روابط خارجية
- إدلميرو أريفالو على موقع الاتحاد الدولي (مؤرشف)  (الإنجليزية)
- إدلميرو أريفالو على موقع قاعدة بيانات كرة القدم.إي يو (الإنجليزية)
- إدلميرو أريفالو على موقع ناشيونال فوتبول تيمز (الإنجليزية)
- إدلميرو أريفالو على موقع عالم كرة القدم.نت (الإنجليزية)